# Шульгин, Максим Петрович
Максим Петрович Шульгин (род. 17 мая 1983, Нягань) — российский волейболист, связующий, тренер клуба «Автомобилист».

## Биография
Родился 17 мая 1983 года в Нягани. Начал заниматься волейболом в ДЮСШ «Юность» г. Нягань у тренера Вячеслава Ивановича Пономарева.
Участник «Матча звёзд-2013».

## Достижения
- Серебряный призер Чемпионата России (2017/18)
- Серебряный призер Кубка ЕКВ (2014)
- Победитель Высшей лиги «А» (2007/08)
- Победитель Кубка Сибири и Дальнего Востока (2015)